# 米価
米価（べいか）とは、米の値段。近代以前の日本においては物価の基準であり、近代以後も日本国民の主食の値段である米価は「物価の王様」と称されて、歴代政府の経済政策に重要な影響を与えた。

## 古代・中世
日本において「米価」という概念が登場したのは、和同開珎以下の皇朝十二銭の出現以後である。ただし、平安時代以前の段階においてはいまだに物々交換が主流であったから影響力は少なく、また不作や貨幣の質の低下に伴う米価の高騰と公定価格制定や官米放出による低下の繰り返しであった。
鎌倉時代以後の宋銭流通によって、「一石＝一貫文」の米価が慣例として定着するようになるが、実際には統一的な貨幣制度も度量衡器も存在せず、地域的条件の違いも重なって正確な米価比較は困難である。ただし、意外なことに社会情勢が不安定であった室町時代から戦国時代にかけては全国的に米価は低廉で一石＝500－600文で推移していたことが様々な古文書から判明している。

## 安土桃山時代・江戸時代
中世までは貫高制が一般的であったが、当時の日本では貨幣の鋳造を行っていなかった事から、経済の発展に貨幣供給量が追いつかない事態となった。そのため安土桃山時代においては、豊臣秀吉による太閤検地によって石高制が採用された。その結果、年貢は米によって徴収され、また支配階層である武士の俸禄は地方知行・蔵米知行など米を基準とした体系を取った。
江戸時代に入って貨幣の鋳造が本格的に行われるようになるが、三貨制度にあって金貨・銀貨・銅貨（銭）の交換比率は変動相場制であったために、米が基軸通貨的役割を果たした。このため、米価は江戸幕府や諸藩の財政に直結したばかりでなく、支配階層である武士の生活基盤そのものを左右した。
また、直接生産者である農民の収入は勿論のこと、職人や商人も消費層である武家層の貧窮化による影響を受け、米以外の物資の価格（「諸色」）の価格はその時々の米価に連動すると考えられていた。米価は度重なる冷害・虫害等による飢饉や買い占めで高騰することがしばしばあり、百姓一揆・打ちこわしなどの社会不穏を誘発した。
そのため米価対策は物価・貨幣政策とともに幕府や領主権力にとって懸案事項であり、将軍徳川吉宗・町奉行大岡忠相の主導した享保の改革においては空米取引の許可や買米・囲米の実施、公定価格の設定、米会所への介入などを米価対策として実施した。
以下に『日本史小百科「貨幣」』『近世後期における物価の動態』を基に作成した銀建による米価の変遷を示す。

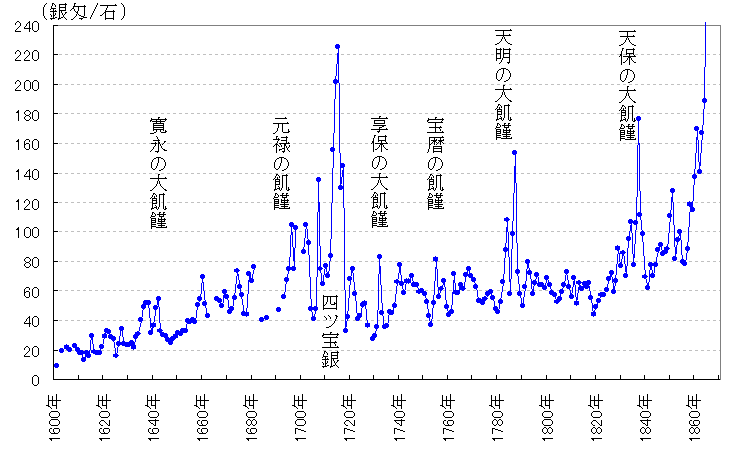
米相場の変遷　米一石に対する銀匁

## 戦前
格付清算取引相場一覧表（1石当たり円）（名古屋米穀取引所定期米相場の年間の最高、最低及び平均値段明治10年8月1日名古屋米商会所開業、明治26年(1893)に取引所法制定で(株)名古屋米穀取引所に改組、昭和14年8月解け合いにより事実上の期米市場閉鎖）
| 和暦（西暦）                | 年間最高 | 年間最低 | 年間平均 |
| --------------------------- | -------- | -------- | -------- |
| 明治10年（1877年）          | 5.665    | 4.280    | 4.795    |
| 明治11年（1878年）          | 6.925    | 5.055    | 5.830    |
| 明治12年（1879年）          | 8.290    | 6.110    | 7.054    |
| 明治13年（1880年）          | 12.359   | 7.575    | 9.916    |
| 明治14年（1881年）          | 11.385   | 7.835    | 9.868    |
| 明治15年（1882年）          | 9.285    | 6.255    | 7.954    |
| 明治16年（1883年）          | 7.410    | 3.950    | 5.907    |
| 明治17年（1884年）          | 6.845    | 4.180    | 5.058    |
| 明治18年（1885年）          | 7.380    | 4.600    | 6.056    |
| 明治19年（1886年）          | 5.835    | 4.735    | 5.258    |
| 明治20年（1887年）          | 5.080    | 4.495    | 4.784    |
| 明治21年（1888年）          | 5.560    | 4.195    | 4.729    |
| 明治22年（1889年）          | 8.360    | 4.500    | 5.791    |
| 明治23年（1890年）          | 9.295    | 5.840    | 7.555    |
| 明治24年（1891年）          | 7.950    | 6.170    | 6.753    |
| 明治25年（1892年）          | 7.835    | 6.510    | 7.172    |
| 明治26年（1893年）          | 8.145    | 6.485    | 7.147    |
| 明治27年（1894年）          | 9.755    | 7.505    | 8.407    |
| 明治28年（1895年）          | 10.755   | 7.825    | 8.903    |
| 明治29年（1896年）          | 11.900   | 8.670    | 9.969    |
| 明治30年（1897年）          | 13.060   | 9.780    | 11.460   |
| 明治31年（1898年）          | 13.640   | 8.230    | 11.330   |
| 明治32年（1899年）          | 13.200   | 7.860    | 9.838    |
| 明治33年（1900年）          | 12.720   | 8.715    | 10.645   |
| 明治34年（1901年）          | 14.120   | 10.250   | 11.399   |
| 明治35年（1902年）          | 15.140   | 10.530   | 12.583   |
| 明治36年（1903年）          | 15.455   | 11.275   | 13.542   |
| 明治37年（1904年）          | 13.400   | 11.695   | 12.432   |
| 明治38年（1905年）          | 15.355   | 12.095   | 13.193   |
| 明治39年（1906年）          | 15.710   | 13.190   | 14.220   |
| 明治40年（1907年）          | 17.700   | 14.475   | 16.074   |
| 明治41年（1908年）          | 17.280   | 13.060   | 15.401   |
| 明治42年（1909年）          | 17.180   | 10.100   | 13.193   |
| 明治43年（1910年）          | 16.050   | 11.055   | 13.285   |
| 明治44年（1911年）          | 18.400   | 14.690   | 16.404   |
| 明治45年/大正元年（1912年） | 22.380   | 16.070   | 19.223   |
| 大正2年（1913年）           | 22.400   | 16.380   | 18.831   |
| 大正3年（1914年）           | 18.100   | 11.005   | 15.122   |
| 大正4年（1915年）           | 15.190   | 10.800   | 13.348   |
| 大正5年（1916年）           | 18.500   | 12.390   | 14.230   |
| 大正6年（1917年）           | 23.900   | 14.700   | 19.741   |
| 大正7年（1918年）           | 39.390   | 23.110   | 28.646   |
| 大正8年（1919年）           | 51.670   | 27.000   | 38.213   |
| 大正9年（1920年）           | 51.600   | 21.690   | 35.743   |
| 大正10年（1921年）          | 46.290   | 23.550   | 31.807   |
| 大正11年（1922年）          | 39.650   | 22.500   | 31.625   |
| 大正12年（1923年）          | 36.690   | 25.200   | 31.555   |
| 大正13年（1924年）          | 39.510   | 30.860   | 36.033   |
| 大正14年（1925年）          | 43.300   | 34.110   | 38.835   |
| 大正15年/昭和元年（1926年） | 39.290   | 33.620   | 36.288   |
| 昭和2年（1927年）           | 38.140   | 27.410   | 33.650   |
| 昭和3年（1928年）           | 34.990   | 27.780   | 30.420   |
| 昭和4年（1929年）           | 30.850   | 24.070   | 28.310   |
| 昭和5年（1930年）           | 30.110   | 14.070   | 23.990   |
| 昭和6年（1931年）           | 24.510   | 15.440   | 19.520   |
| 昭和7年（1932年）           | 26.070   | 28.860   | 25.160   |
| 昭和8年（1933年）           | 26.930   | 22.070   | 23.950   |
| 昭和9年（1934年）           | 30.970   | 22.510   | 26.400   |
| 昭和10年（1935年）          | 31.510   | 28.640   | 30.140   |
| 昭和11年（1936年）          | 34.150   | 28.060   | 31.300   |
| 昭和12年（1937年）          | 35.100   | 29.870   | 32.700   |
| 昭和13年（1938年）          | 36.430   | 34.080   | 35.320   |
| 昭和14年（1939年）          | 39.740   | 36.110   | 37.240   |

昭和14年（1939年）8月25日、農林省、米価抑制のため米穀配給統制法第4条を発動し、最高販売価格を公定(1石38円)、8月26日から実施。同年11月農林省、米穀配給統制応急措置令（省令）公布、玄米標準価格43円に変更。米の強制買上げ実施。

## 戦後
太平洋戦争末期から闇市における米の流通が深刻な問題となり、それが当時の実勢米価となっていた。これに対して政府は米の強制的供出の強化を推し進めたが、その価格の安さが農家の不満を高めた。そこで政府は米価審議会を設置して適正な米価算定に務め、生産費の上昇に対応して生産者米価をスライドさせる「パリティ方式」を導入した。その後、1955年の米の大豊作とインフレーションの収束、商工業の発展によって米価に割安感が生まれた。これに対して1960年からは生産費に加えて都市との所得格差を抑えるために所得補償分を加えた生産者米価が設定されるようになる。これによって高度経済成長期には生産条件に大きな変化がないにもかかわらず、都市勤労者の賃金上昇に比例して生産者米価の引き上げが行われた。だが、消費者である都市勤労者の米価上昇に対する不満と生産者米価が消費者米価を上回る「逆ざや現象」の発生（1963年－1987年）や1967年頃からの米余りと減反政策の開始によって生産者米価はオイルショック前後のインフレ期を除いて抑制気味に動くようになった。だが、これに対して農業協同組合などの生産者団体や与党の政治介入が行われて、政治的理由に基づく生産者米価が決定されるようになった（政治米価）。だが、1969年の自主流通米制度の開始、1972年の米の小売価格の自由化、1993年の平成の米騒動及びミニマムアクセスを前提として米の輸入自由化受け入れ、翌1994年の食糧法導入によって米価決定に市場経済の論理が大きく関わるようになった。